# هواداری اسکلتی

سینوس‌های پارانازال در بدن انسان، یک مثال از هواگیری اسکلتی.

هواداری اسکلتی (به انگلیسی: Skeletal Pneumaticity)، حضور فضاهای هوایی در استخوانهاست. این نوع استخوان‌ها طی تکوین با حفر دیورتیکولهای هوایی (کیسه‌های هوایی) از فضاهای پر از هوا، چون شش‌ها یا حفره بینی تولید می گردند. هواگیری بین افراد مختلف بسیار متغیر بوده، و استخوان‌هایی که معمولاً هواگیری نمی‌شوند، ممکن است طی تکوین آسیب‌شناختی، هواگیری شوند.